# Huanxi (köpinghuvudort i Kina, Hunan Sheng, lat 26,56, long 113,60)
Huanxi (kinesiska: 浣溪, 浣溪圩, 浣溪镇) är en köpinghuvudort i Kina. Den ligger i provinsen Hunan, i den södra delen av landet, omkring 190 kilometer söder om provinshuvudstaden Changsha. Antalet invånare är 16 322. Befolkningen består av 8 041 kvinnor och 8 281 män. Barn under 15 år utgör 20,0 %, vuxna 15-64 år 71 %, och äldre över 65 år 7,0 %.
Runt Huanxi är det ganska tätbefolkat, med 75 invånare per kvadratkilometer. Närmaste större samhälle är Xiayang, 18,5 km sydost om Huanxi. I omgivningarna runt Huanxi växer i huvudsak blandskog.
Genomsnittlig årsnederbörd är 1 971 millimeter. Den regnigaste månaden är maj, med i genomsnitt 295 mm nederbörd, och den torraste är oktober, med 26 mm nederbörd.